# 35 Armia Ogólnowojskowa
35 Armia Ogólnowojskowa odznaczona Orderem Czerwonego Sztandaru (ros. 35-я Краснознаменная общевойсковая армия) – związek operacyjny wojsk lądowych Sił Zbrojnych Federacji Rosyjskiej, stacjonujący we Wschodnim Okręgu Wojskowym.
Dowództwo i sztab stacjonuje w Biełogorsku.
Stacjonujące w Biełogorsku dowództwo armijnego 29 Korpusu Strzeleckiego 25 czerwca 1969, zgodnie z rozkazem Ministerstwa Obrony ZSRR, przeformowano w dowództwo polowe 35 Armii Ogólnowojskowej.
25 lutego 2022 roku 35 A uderzyła z terenu Białorusi w kierunku na Kijów.

## Struktura organizacyjna
W momencie ataku na Ukrainę:
- dowództwo armii
- 127  Dywizja Zmechanizowana
- 38 Gwardyjska Witebska Brygada Zmechanizowana
- 64 Brygada Zmechanizowana

Dysponowała wtedy pięcioma batalionami czołgów i 15 batalionami zmechanizowanymi, około 150 czołgami, 450 bwp (trop) i około 9 000 żołnierzy piechoty.